# István Vörös
Vörös István (n. 20 septembrie 1964) este un poet maghiar.

## Legături externe
- István Vörös Arhivat în 11 septembrie 2010, la Wayback Machine. la emir.hu

1. ↑  ]][[Categorie:Articole cu legături către elemente fără etichetă în limba română, accesat în 8 iunie 2020
2. 1 2  Czech National Authority Database, accesat în 1 martie 2022